# Білий кінь із Кента

Білий кінь Кента на прапорі Кента

Білий кінь із Кента, відомий у розмовній мові як білий кінь — символ графства Кент у південно-східній Англії. Геральдичне зображення правильно позначено гербом як срібний нестримний (здиблений) жеребець на червоному тлі (термін нестримний строго стосується геральдичних левів).
Фігуру гарцюючого білого коня також можна назвати Invicta, що є девізом Кента.

## Походження
Білий кінь у Кенті — давній символ ютського королівства Кент, що датується VI—VIII століттями. Білий кінь пов'язаний з емблемою Хорса, брата Хенгіста, який, за легендою, переміг короля Вортігерна біля Ейлсфорда. Інші джерела вказують на існування доримських монет із цього регіону із зображенням коня. Перше письмове згадування про білого коня можна знайти в "Поверненні занепалих старожитностей " Річарда Верстегана 1605 року. У книзі зображено гравюру, на якій Хенгіст і Хорса висаджуються в Кенті в 449 році під прапором нестримного білого коня.

Саксонський кінь на прапорі курфюрства Ганновера (1692).

Історик Джеймс Ллойд прирівнює білого коня Кента до саксонського коня, емблеми з континенту, хоча припускає, що два символи походять від спільного кореня, а не один від іншого. Континентальний герб можна знайти на гербі Нижньої Саксонії, нідерландського регіону Твенте та дому Вельфів, який адаптував його наприкінці XIV століття. Ллойд підтверджує існування кельтського культу коня в доримському Кенті; і вказує на те, що саксонською емблемою часів братів був дракон, і що Кент був ютським, а не саксонським королівством. Крім того, він припускає, що мотив саксонського коня був винайдений у XIV столітті «як штучний стародавній символ для саксів», будучи отриманим із розповіді Гобеліна про міф про Генгіста та Хорсу в Британії, таким чином відстежуючи обидві емблеми незалежно від одного джерела.

## Використання
Кінь є ключовою частиною офіційного герба графства та з'являється на гербах багатьох районів Кента, а лондонські райони історично є частиною Кента, як на гербі Лондонського району Бекслі та герб лондонського району Бромлі. і на гербі Кентського університету. Кінь зображений на прапорі Кента і є частиною сучасних логотипів ради графства Кент, пожежно-рятувальної служби Кента та поліції Кенту. Кінь також зображений на значках ФК «Джиллінгем», ФК «Велінг Юнайтед» і ФК «Бромлі».

У Кенті кінь також зображений на логотипах багатьох компаній і спортивних команд. Він використовувався на колишніх приміських автобусах Invictaway London, які експлуатувалися Maidstone & District Motor Services. Велика кількість пабів в окрузі також містять у своїй назві Білий кінь, хоча це також трапляється у Великій Британії та не обов'язково стосується кентського коня.

Герб ради округу Кент